# Solgăbirău
Solgăbirăul (în maghiară szolgabíró, în germană stuhlrichter, în latină Iudex nobilium) a fost un funcționar al Regatului Ungariei care a existat începând din secolul al XIII-lea până în 1950. Funcția sa corespundea cu cea a pretorului sau primpretorului de mai târziu.

## Istoric
Această funcție este menționată pentru prima dată într-o cartă din 1232, în timpul domniei regelui Andrei al II-lea al Ungariei, când au fost numiți patru solgăbirăi pe comitat pe o perioadă de un an. Ei îndeplineau funcții judiciare și administrative într-un comitat. La început împărțeau dreptatea numai pentru nobilii din regat, și apoi mai târziu, de asemenea, pentru cetățenii de rând și iobagi. 
Solgăbirăii erau aleși, de obicei, din rândul nobilimii mijlocii, fiind unii dintre proprietarii de pământuri cei mai respectați. În urma extinderii și regrupării anumitor comitate începând din secolul al XVI-lea, ei erau numiți uneori solgăbirău-șef (főszolgabíró) și erau asistați de către un adjunct (alszolgabíró) la conducerea unei diviziuni administrative mai mici din cadrul comitatului. În secolul al XX-lea solgăbirăul era ales de dieta comitatului. Substitutul său era numit direct de főispán.